# Сімплон (Вале)
Сімплон (нім. Simplon) — громада  в Швейцарії в кантоні Вале, округ Бріг.

## Географія
Громада розташована на відстані близько 100 км на південний схід від Берна, 55 км на схід від Сьйона.
Сімплон має площу 91 км², з яких на 1,1% дозволяється будівництво (житлове та будівництво доріг), 17,4% використовуються в сільськогосподарських цілях, 16,4% зайнято лісами, 65,1% не є продуктивними (річки, льодовики або гори).
Це німецькомовне село розташоване на південь від перевалу Семпіоне (Симплон). Його іменем названо важливу дорогу Сімплон (Семпіоне), що сполучає Італію та Швейцарію.

Симплон поділяється на квартали:
- Eggen (Egga),
- Gabi,
- Simplon Dorf (Sempione Paese),
- Simplon Hospiz (Ospizio del Sempione),
- Simplon Kulm (Sempione Kulm)

## Демографія
2019 року в громаді мешкало 300 осіб (-8% порівняно з 2010 роком), іноземців було 2,3%. Густота населення становила 3 осіб/км².
За віковим діапазоном населення розподілялося таким чином: 13% — особи молодші 20 років, 61,7% — особи у віці 20—64 років, 25,3% — особи у віці 65 років та старші. Було 129 помешкань (у середньому 2,3 особи в помешканні).
Із загальної кількості 209 працюючих 44 було зайнятих в первинному секторі, 57 — в обробній промисловості, 108 — в галузі послуг.
Основна мова німецька — 96,7 % (французька — 1,2 %; італійська — 0,9 %).
Колишній член Федеральної ради Швейцарії Йозеф Ешер народився в Симплоні.

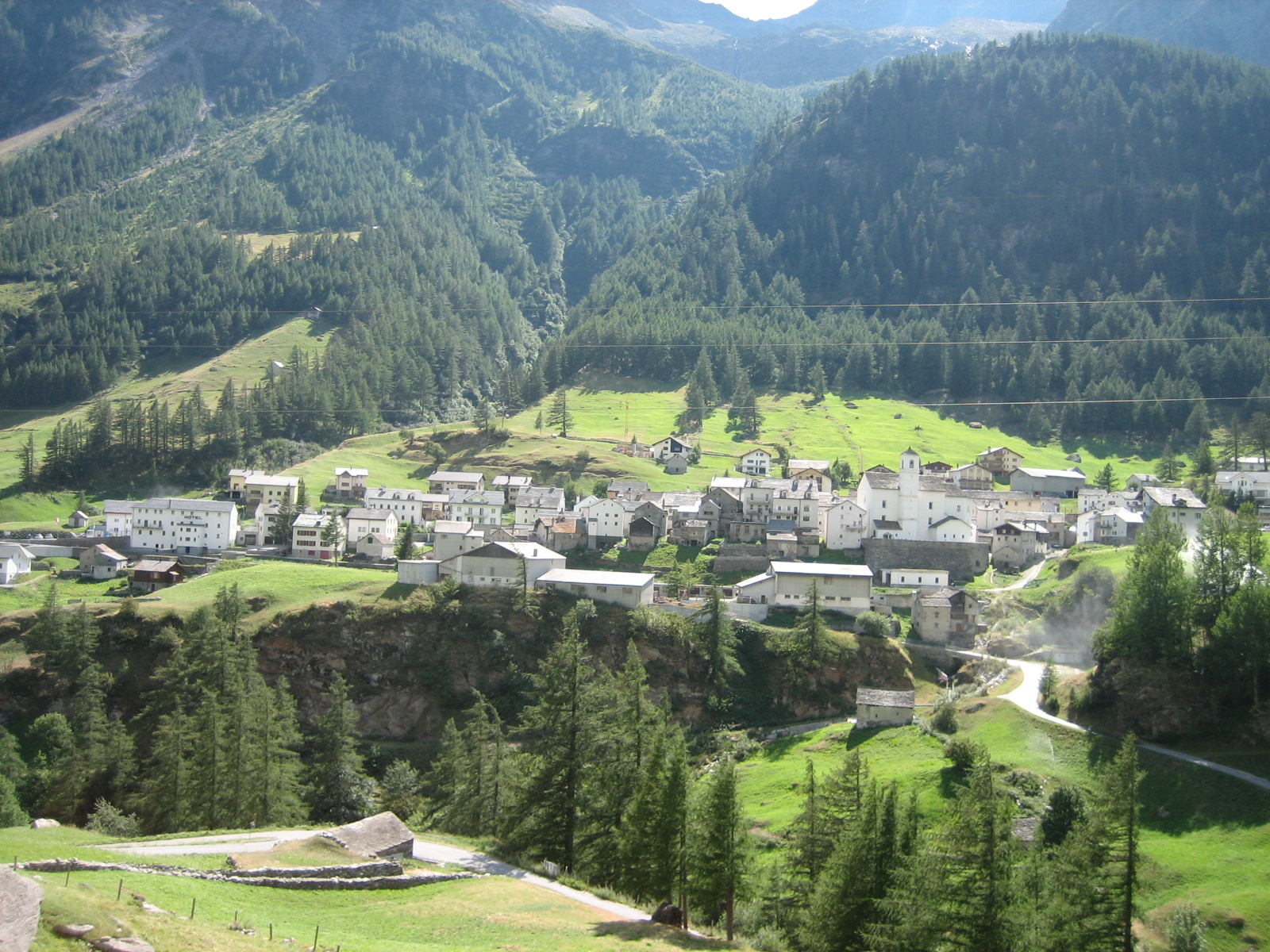
Симплон
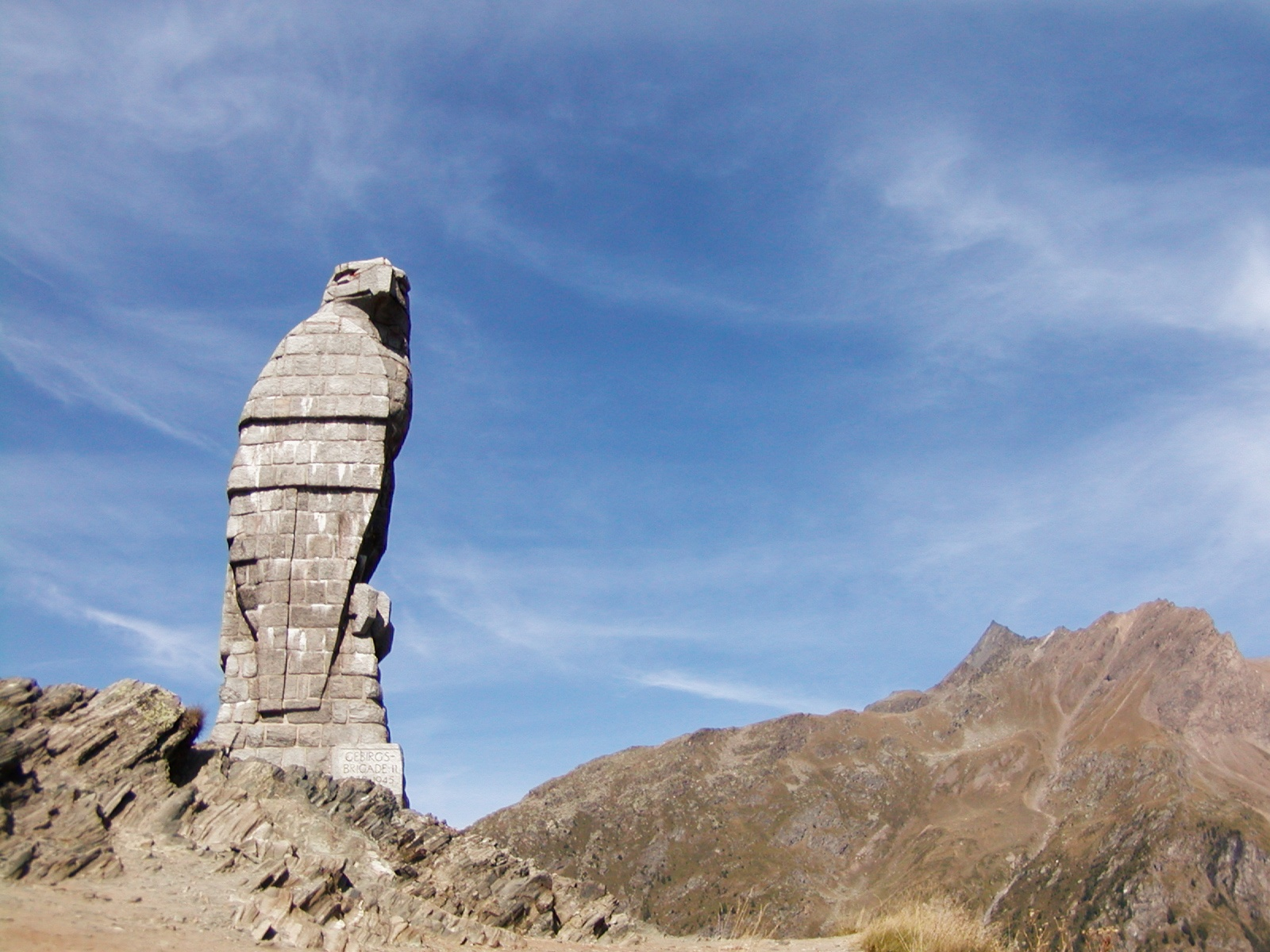
Aigle en pierre simplon valais suisse
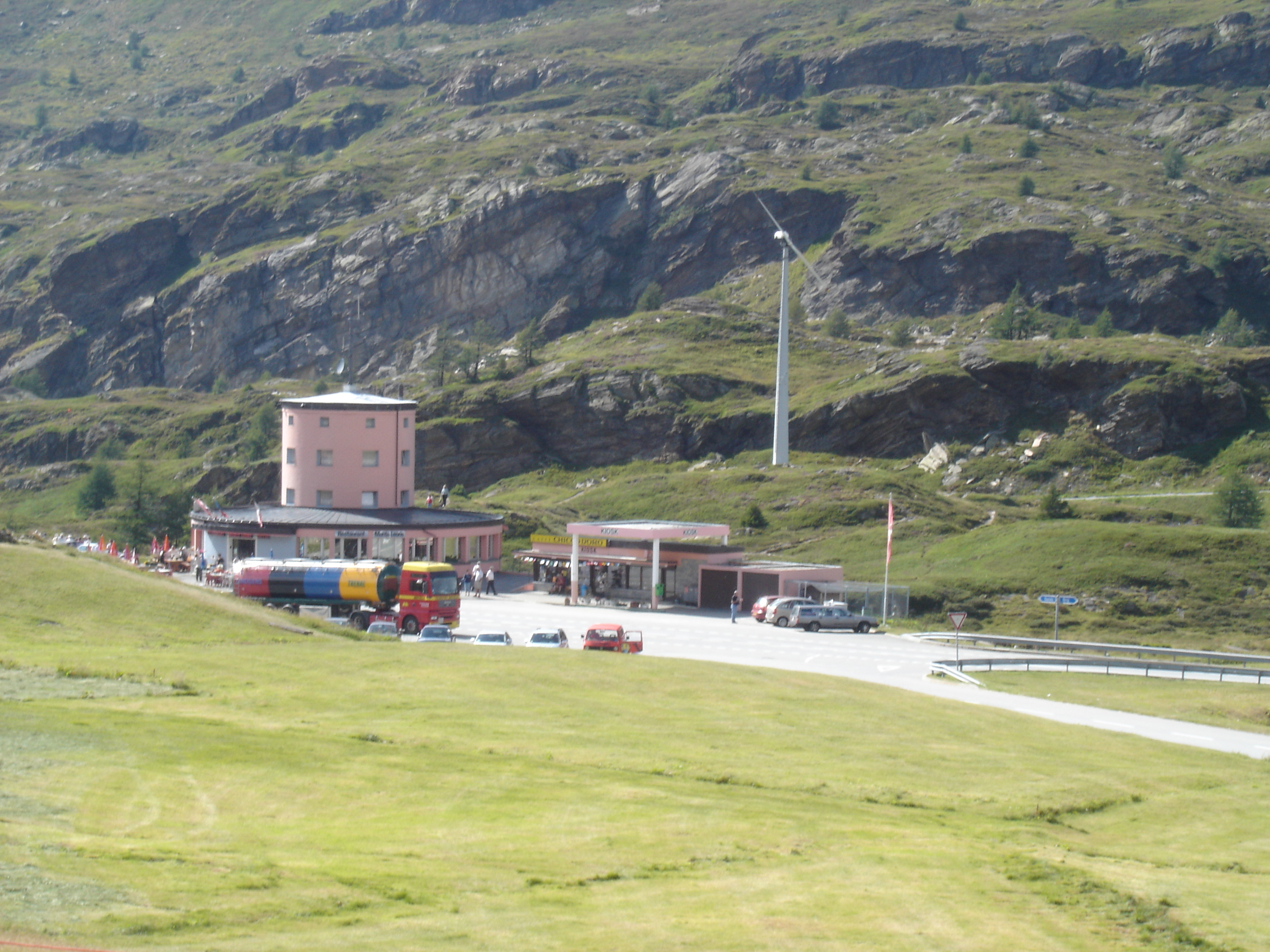
Simplon Monte Leone
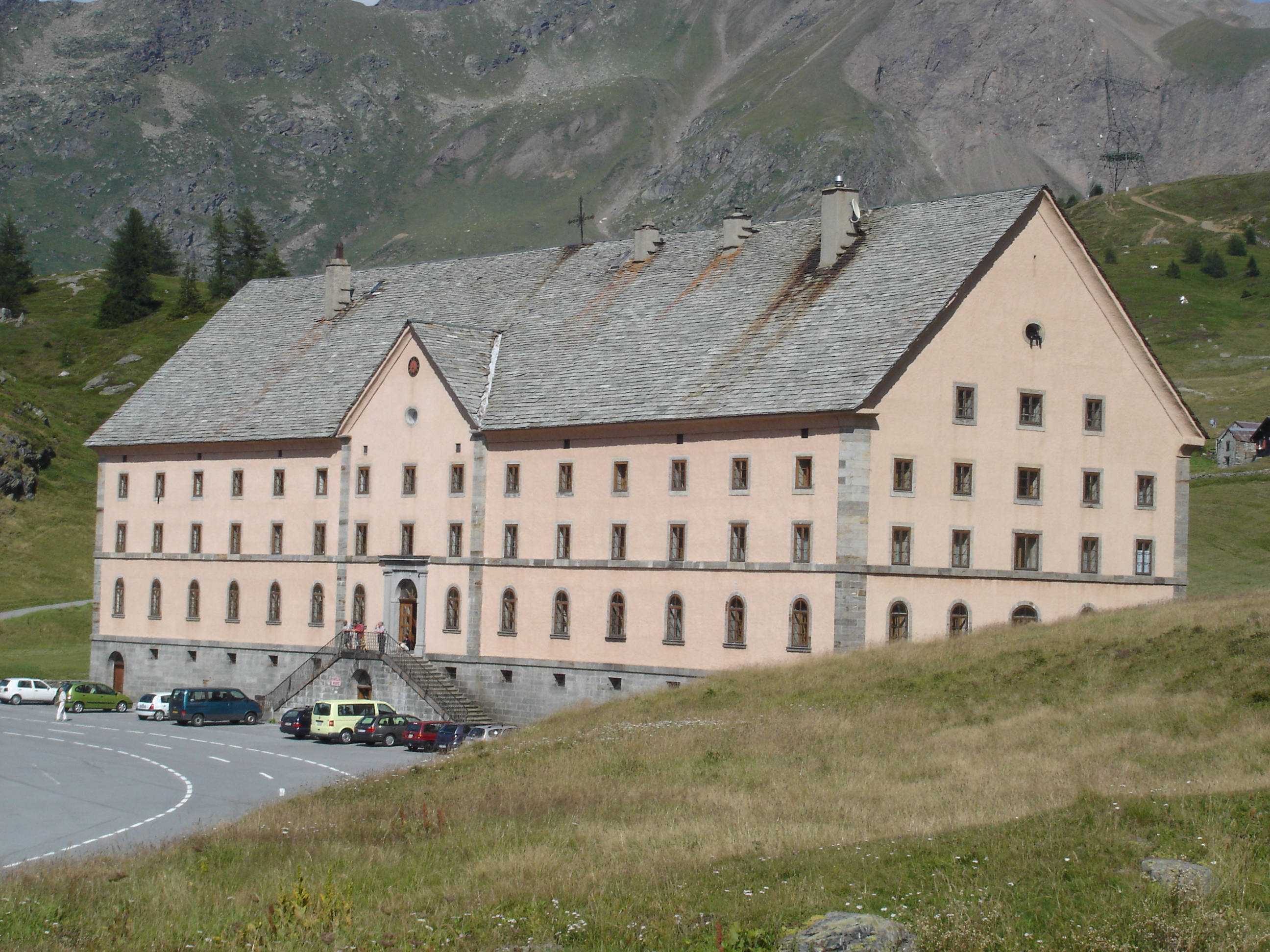
Simplon Hospiz
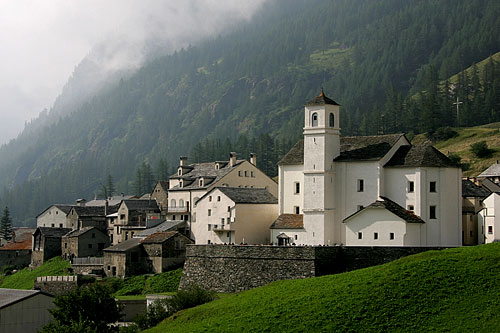
Simplon church